# Учинак мреже
Учинак мреже се односи на меру квалитета услуге мреже као што се види од стране купца. 
Постоји много различитих начина да се измери учинак мреже, како је свака мрежа различита у природи и дизајну. Учинак може да се моделира и симулира уместо да се мери; један пример за ово је коришћење дијаграма стања транзиције на моделу чекања у реду учинка или да се користи симулатор мреже.

## Мера учинка
Следеће мере се често сматрају битним:
- Проток обично мерен у битовима по секунди је максимална брзина да се информација пренесе
- Пропусна моћ је стварна стопа којом се преноси информација
- Латентност кашњења између пошиљаоца и примаоца га декодира, ово је углавном функција путовања сигнала у времену, а време обраде на било ком чвору информације пролази
- Одступање варијација у кашњењу на пријемнику информација
- Грешка брзине броја корумпираних битова изражена у процентима или део који је укупно послат

### Проток
Расположиви канал пропусног опсега и остваривог сигнал-шума одређује максимални могући проток. Није уопште могуће послати више података него што диктира Шенон-Хартлејева теорема. 

### Пропусна моћ
Пропусна моћ је број порука успешно достављених у јединици времена. Пропусна моћ је контролисана од стране доступног протока, као и расположивих односа и хардверских ограничења сигнала-шума. Проток за потребе овог члана ће бити јасан да се мери од доласка првог бита података на пријемник, до раздвајања концепта протока од концепта кашњења. За расправу о овој врсти термина "пропусна моћ" и "проток" се често користе као синоними. 
Временски прозор је период над којим се мери проток. Избор одговарајућег временског прозора ће често доминирати прорачуном протока, и да ли ће кашњење да се узме у обзир или неће и утврдити да ли кашњење утиче на проток или не. 

### Латентност
Брзина светлости намеће минимално време ширења на свим електромагнетним сигналима. Није могуће смањити латентност испод 
{\displaystyle t=s/c_{m}}
где је s растојање и cm је брзина светлости у медијуму 
Остала кашњења се такође појављују у средини чворова. У пакету укључене мреже кашњења могу да се јаве услед чекања. 

### Одступање
Одступање је нежељено померање од истинске периодичношсти лажних периодичних сигнала у електроници и телекомуникацијама, често у вези са референтним тактним сигналом. Одступање се може посматрати у карактеристикама као што су учесталост узастопних импулса, сигнална амплитуда, или фаза повремених сигнала. Одступање је значајан, и обично непожељан, фактор у дизајну готово свих комуникационих веза (нпр, USB, PCI-E, SATA, ОЦ-48). У сат опорављајућим апликацијама се зове одступање времена.

### Грешка брзине
У дигиталном преносу, број грешака битова је број примљених битова протока података преко комуникационог канала који су измењени због буке, сметњи, изобличења или мало синхронизације грешака. 
Грешка брзине бита је број битних грешака подељен са укупним бројем пренетих битова током проучаваног временског интервала. ГББ је неименована мера учинка, често изражена у процентима. 
Вероватноћа грешке бита ПЕ је очекивана вредност ГББ. ГББ може сматрати као приближну процену вероватноће мало грешака. Ова процена је тачна за дужи временски интервал и велики број битних грешака.

### Међусобни фактори
Сви фактори горе, заједно са захтевима корисника и перцепције корисника, играју улогу у одређивању перцепције "отпорности" или услужног програма, од мрежне конекције. Однос између протока, кашњења и корисничког искуства је највише подесно схватити у контексту заједничке мреже медија, а као проблем распоред. За системе који у великој мери доминирају било кашњење или пропусност разматрања. 

## Алгоритми и протоколи
За неке системе, кашњење и проток су заједнички ентитети. У ТЦП/ИП, кашњење може директно утицати на проток. У ТЦП конекцији, велики проток-кашњења производи високе везе кашњења, у комбинацији са релативно малим ТЦП величинама прозора на многим уређајима, ефикасно узрокује проток високе латентности везе да би нагло спустио кашњење. Ово може да се поправи са различитим техникама, као што је повећање ТЦП загушења величине прозора, или више драстичних решења, као што је окупљање пакета, ТЦП убрзање, и напред исправљање грешака, од којих се сви обично користе за високо кашњење сателита линкова.
ТЦП убрзање претвара ТЦП пакете у поток који је сличан УДП. Због тога, софтвер убрзања ТЦП мора да обезбеди своје механизме како би се обезбедила поузданост линка, узимајући кашњење и пропусни опсег линка у обзир, и оба краја велике латентности линка морају да подржавају метод који се користи. 
У МАк слоју, питања пословања као што су проток и крај-до-краја кашњења су такође адресирана.

## Примери латентности или протока доминирајућих система
Многи системи се могу окарактерисати како доминирају било пропусна ограничења или кашњења у погледу крајњег корисника корисног или искуственог. У неким случајевима, тврде границе као што је брзина светлости садашњих јединствених проблема са овим системом ништа не може учинити да се исправи ово. Други системи омогућавају значајна балансирања и оптимизацију за најбоље корисничко искуство. 

### Сателити телефона
Телеком сателит у орбити геосинхроној намећу дужину путање од најмање 71000 км између предајника и пријемника. Што значи минимални размак између захтева поруке и пријема порука, или кашњења од 473 ms. Ово кашњење може бити веома уочљиво и утиче на сателитски телефон услуге без обзира на расположив капацитет протока. 

### Дубок простор комуникације
Овај дуг пут дужине разматрања се погоршава када комуницирате са свемирским сондама и другим циљевима дугог домета изван Земљине атмосфере. Мрежа дубоког свемира унапређена са НАСА је један такав систем који мора да ради са овим проблемима. Углавном латентни деривати, ГАО је критиковао садашњу архитектуру. Неколико различитих метода је предложено да се носи са прекидима повезивања и одуговлачења између пакета, као што су кашњења-толерантног умрежавања.

### Чак и дубљи простор комуникације
На међузвезданим даљинама, тешкоће у дизајнирању радио система који могу да остваре било какав проток уопште су масивни. У овим случајевима, одржавање комуникације је већи проблем него колико дуго комуникација траје. 

### Ван саобраћаја података
Транспорт се бави готово у потпуности са протоком, због чега физичка испорука архиве резерве траке се и даље обавља од стране возила.